# Mio Suemasa
Mio Suemasa (末政 実緒, Suemasa Mio), née le 1er avril 1983 à Kobe, est une coureuse cycliste japonaise. Spécialisée en descente et en four-cross, elle a été médaillée d'argent du championnat du monde descente en 2004, trois fois championne d'Asie de descente de 2009 à 2014, médaillée d'or de la descente aux Jeux asiatiques de 2002 (en) et de nombreuses fois championne du Japon.

## Palmarès

### Championnats du monde
- 2001
  -  Championne du monde de descente junior
- 2004
  -  Médaillée d'argent de la descente
- 2009
  - 6e du four-cross
  - 8e de la descente
- 2010
  - 5e de la descente
- 2011
  - 6e de la descente
- 2014
  - 24e du relais mixte
  - 63e du cross-country

### Coupe du monde
- Coupe du monde de descente
  - 10e en 2003
  - 7e en 2004
  - 10e en 2006
  - 7e en 2007
  - 7e en 2008
  - 6e en 2009
  - 8e en 2010

- Coupe du monde de 4-cross 
  - 3e en 2003
  - 9e en 2004
  - 3e en 2007
  - 3e en 2008

### Jeux asiatiques
- Busan 2002 (en)
  -  Médaillée d'or de la descente

### Championnats asiatiques
- 2009
  -  Championne d'Asie de descente
- 2010
  -  Championne d'Asie de descente
- 2013
  -  Championne d'Asie de descente
- 2014
  -  Championne d'Asie de descente
- Malacca 2015
  -  Médaillée d'argent du relais mixte

### Championnats nationaux
- Championne du Japon de cross-country en 2015, 2016
- Championne du Japon de descente en 2001 à 2016